# Lisse

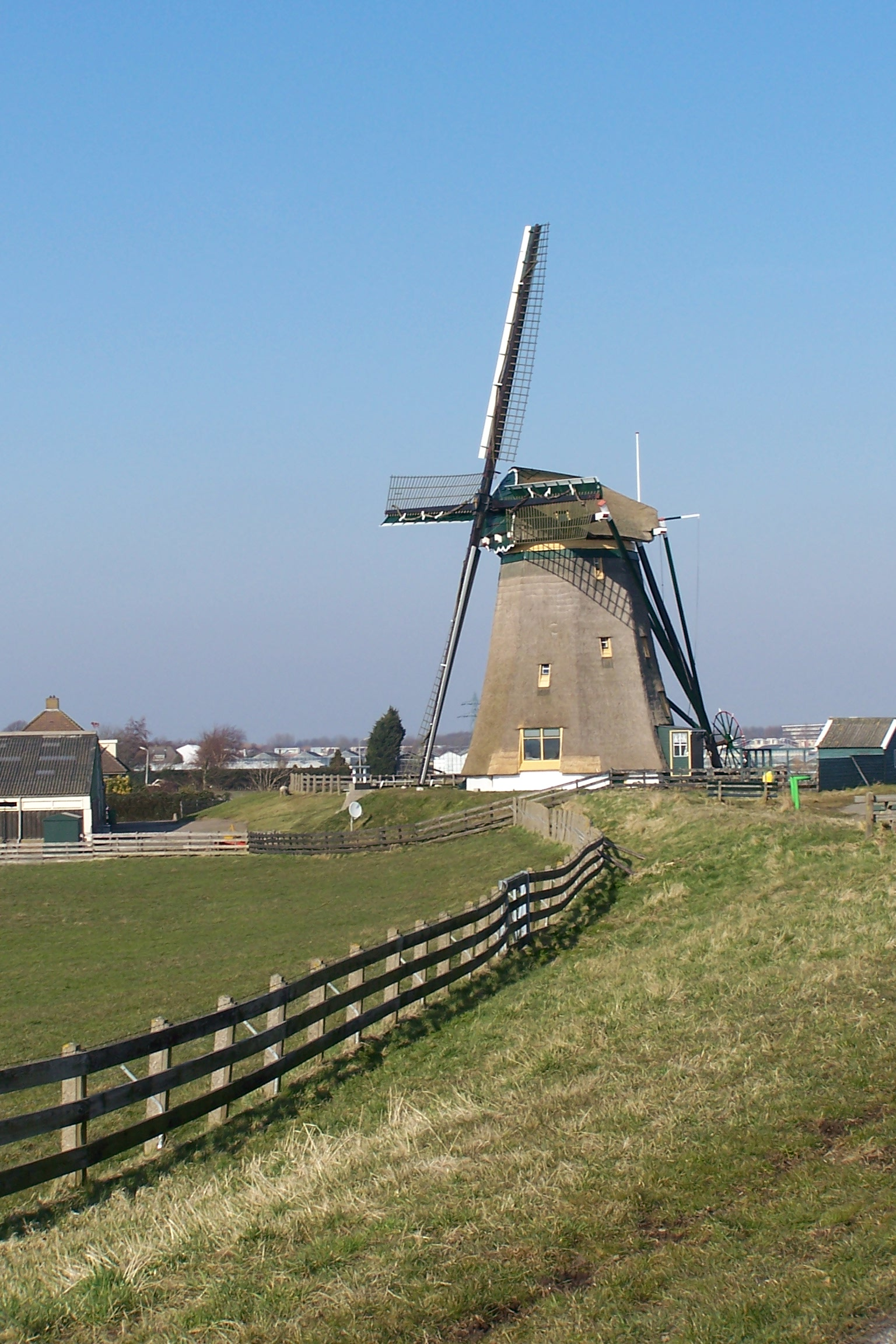
Lisserpoelmolen

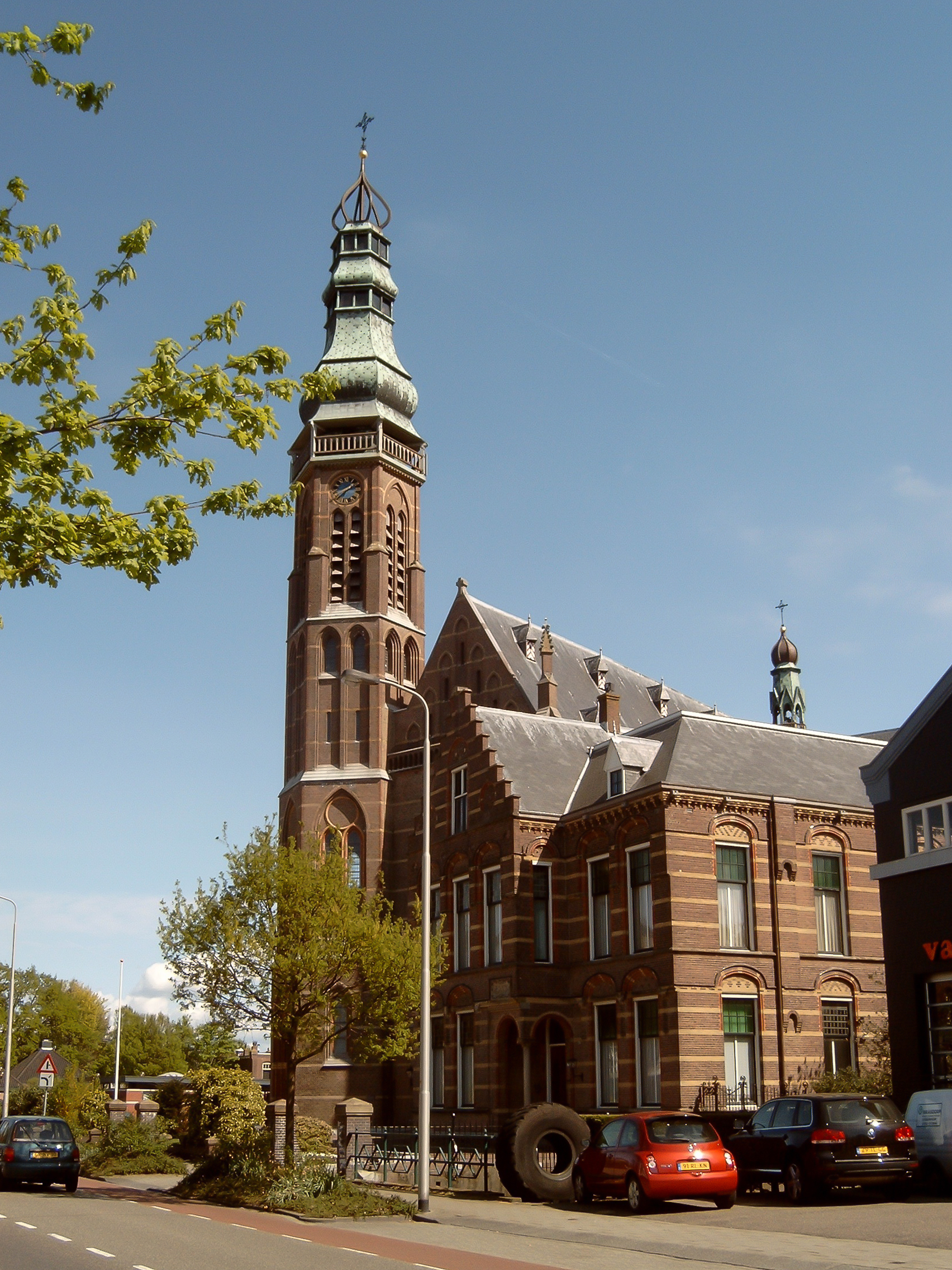
Sint-Agathakerk

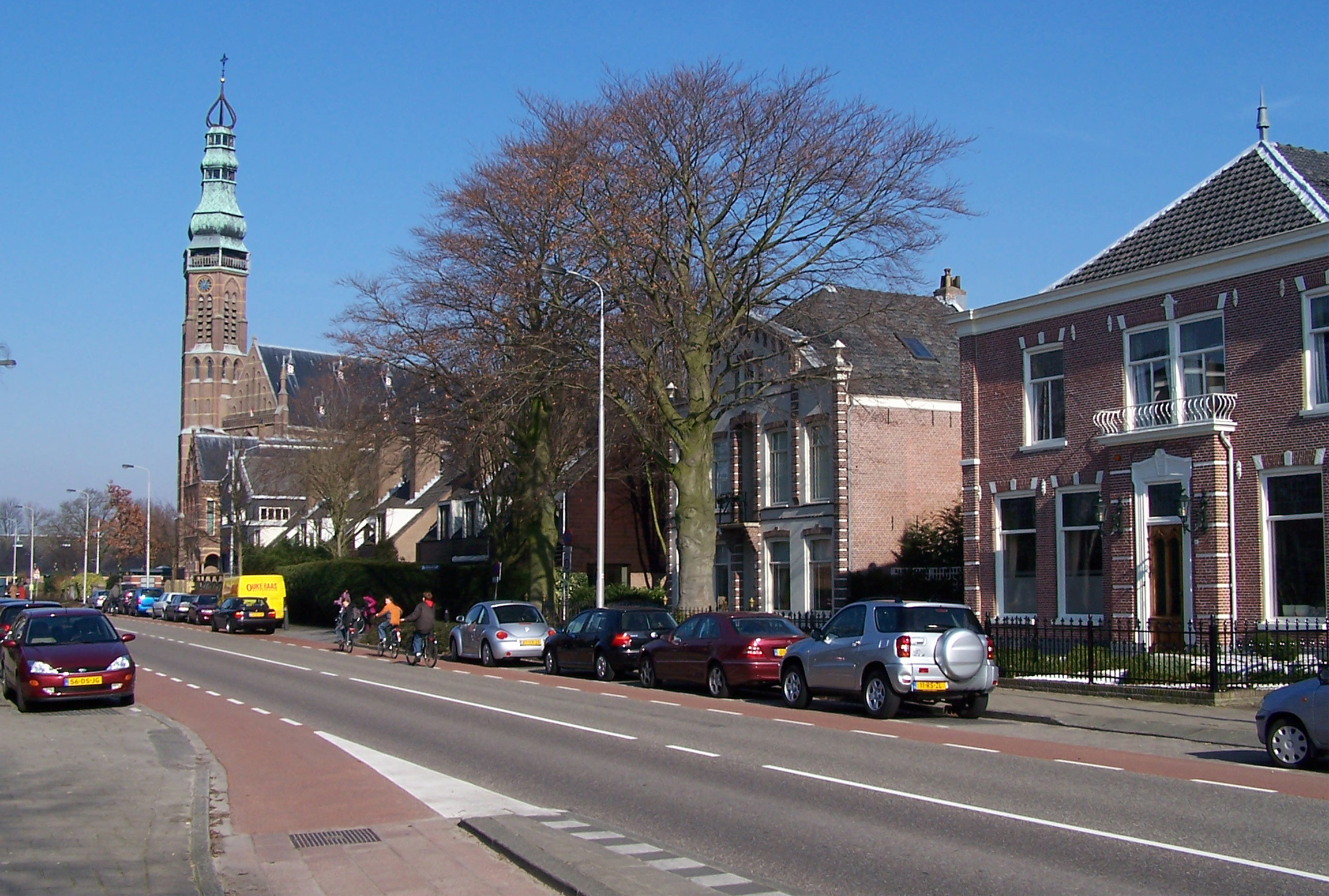
Heereweg

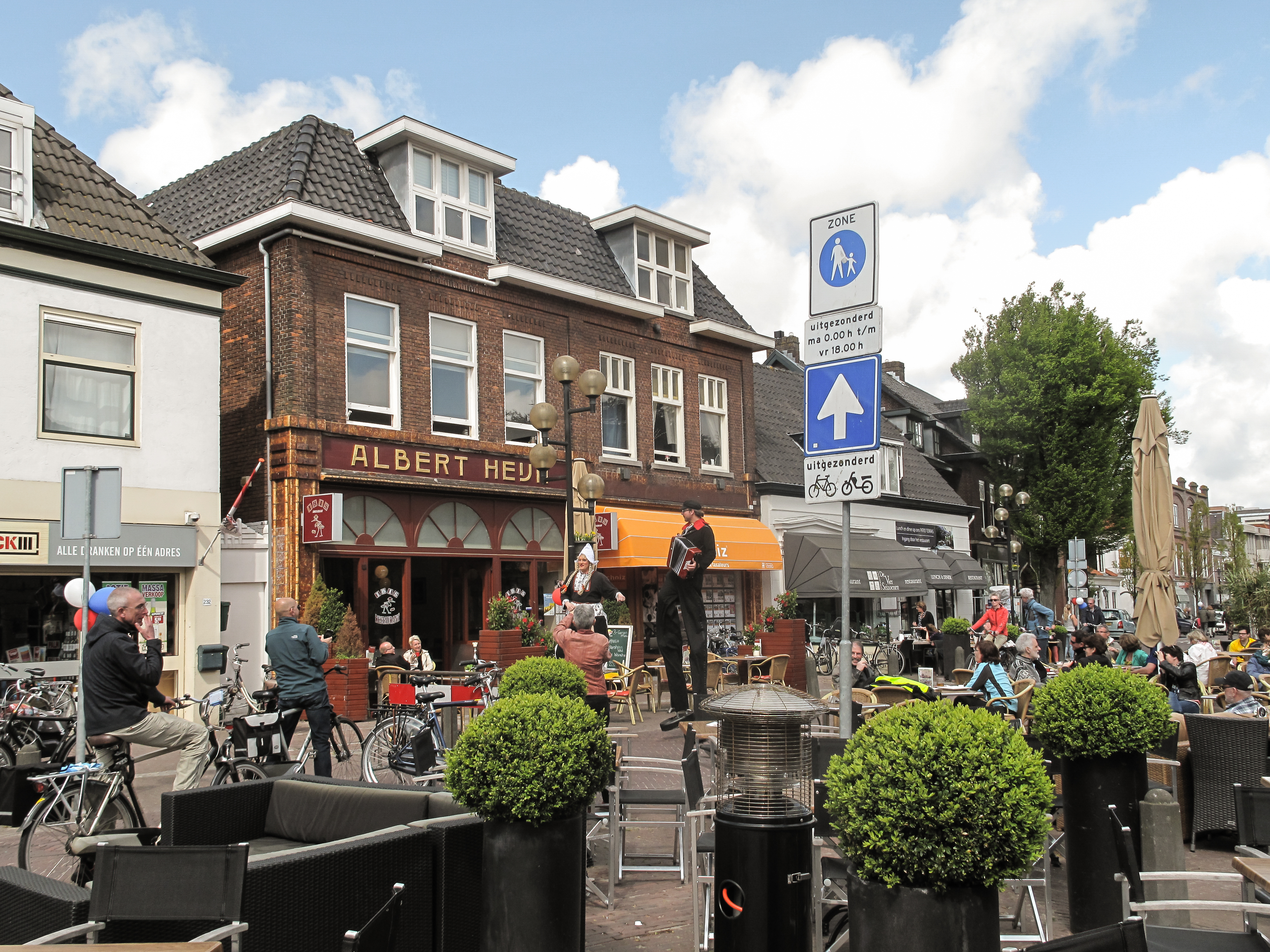
Ook de Heereweg

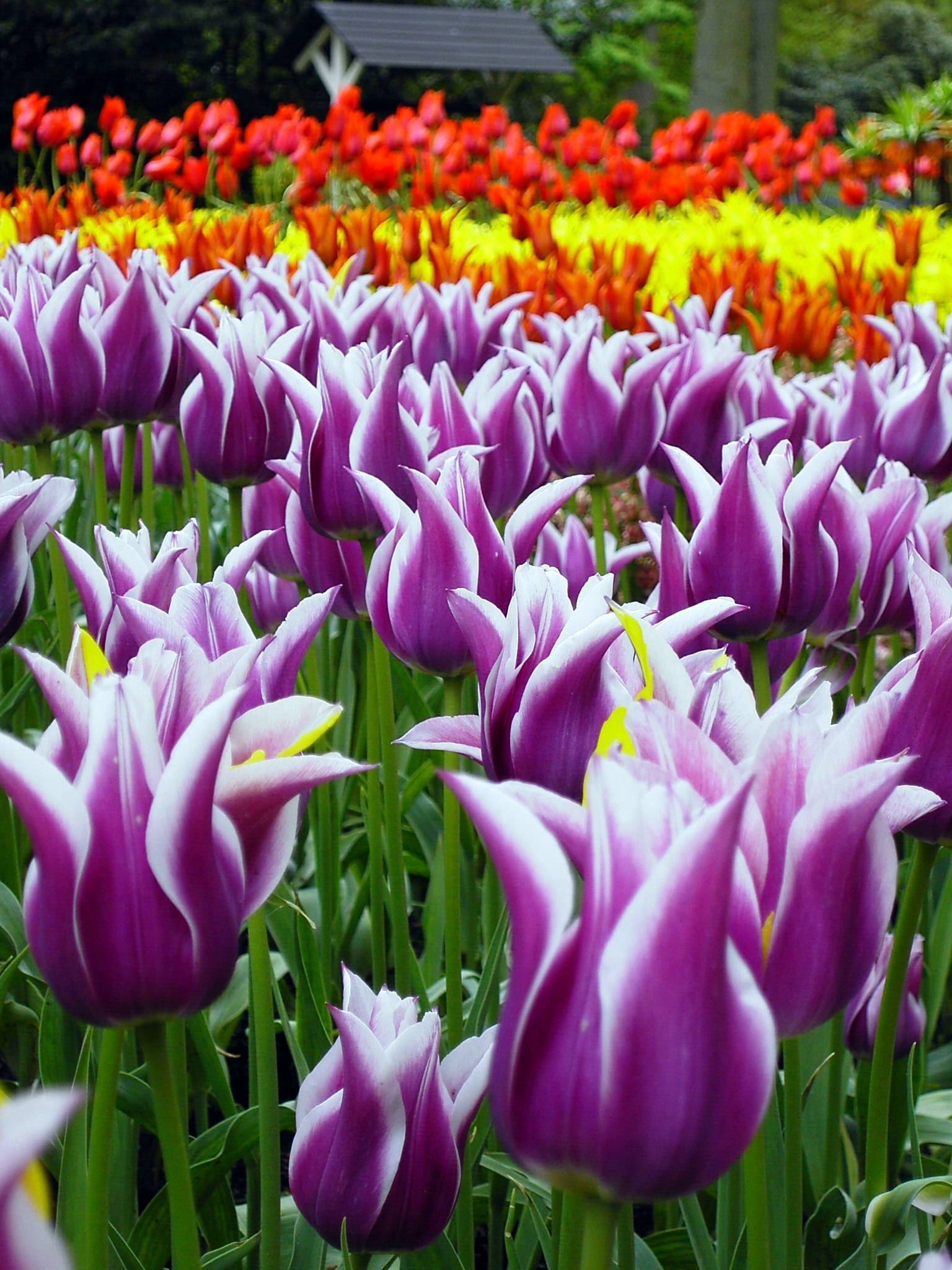
Keukenhof

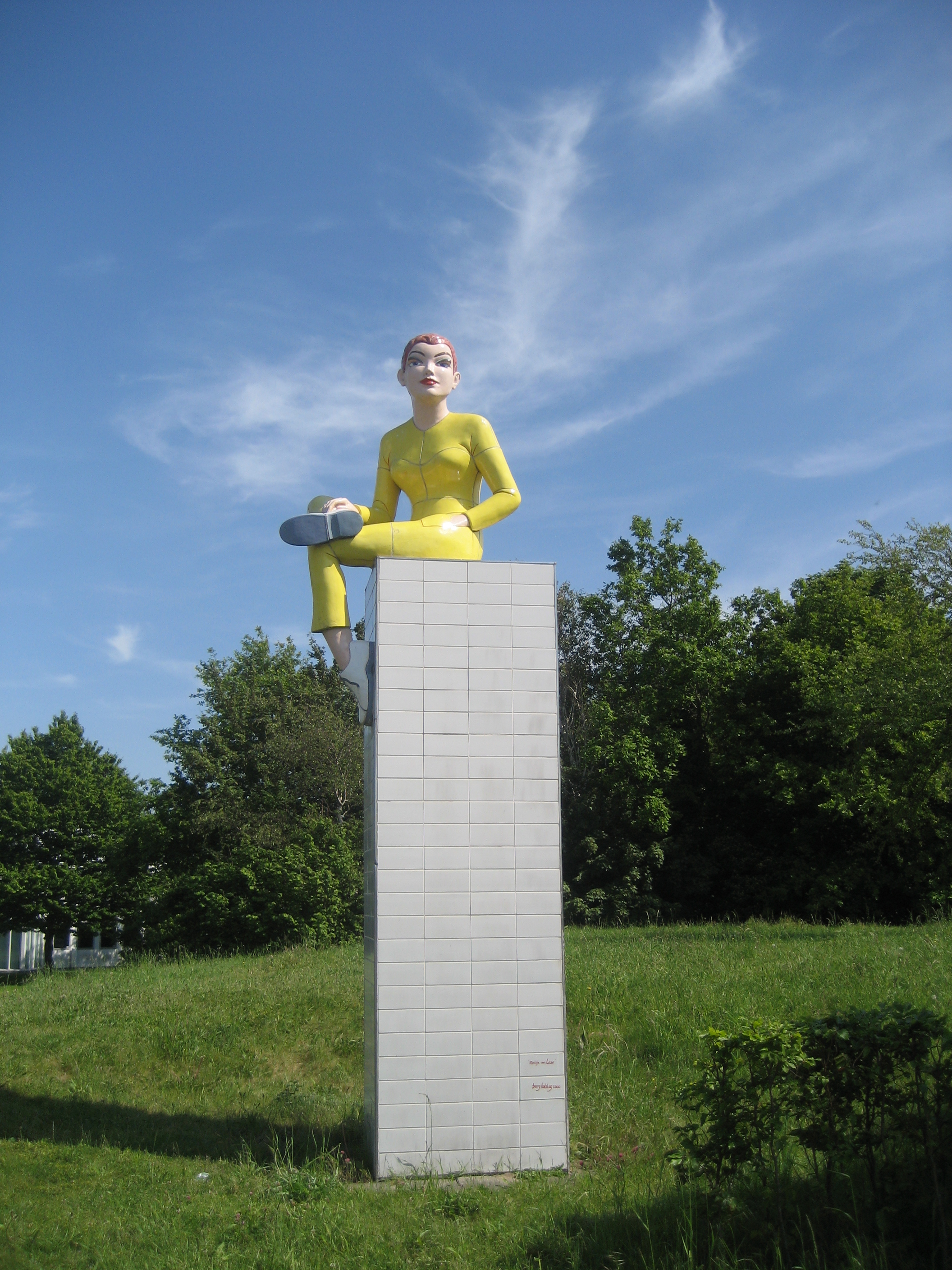
Meisje van Lisse door Berry Holslag

Lisse (uitspraakⓘ) is een dorp en gemeente in de Nederlandse provincie Zuid-Holland. De gemeente telt 23.447 inwoners (22 november 2024, bron: CBS) en heeft een oppervlakte van 16,11 km² (waarvan 0,41 km² water). Binnen de gemeentegrenzen liggen de buurtschappen genaamd De Engel en Halfweg, die beide voor de postcodes onder de woonplaats Lisse vallen. De gehele gemeente ligt in de Bollenstreek.

## Geschiedenis
Lisse is een van de Hollandse plaatsen die zijn ontstaan op een oude strandwal en kent een lange geschiedenis. In 1998 vierde de gemeente haar 800-jarig bestaan maar is mogelijk veel ouder. Deze verjaardag was terug te voeren op een document uit 1198 waarin de naam van het dorp voor het eerst officieel wordt genoemd als Lis. Volgens naamkundigen betekent Lisse waarschijnlijk 'palissade' of 'verschansing'. De naam van het dorpsplein 't Vierkant verwijst naar zo'n palissade. Dat moet te maken hebben met een Keltisch oppidum, dit is een vierkante schans. De Kelten bouwden hun oppida op hoog liggende plateaus of langs waterwegen. Ze dienden als opslag- en handelsplaatsen en voor het beschermen van vee. Het oudierse woord 'liss' komt in veel plaatsnamen in Ierland en Engeland voor in de betekenis van 'heuvelford', zoals de Engelse plaats Liss. Een andere verklaring stelt dat de plaatsnaam betekent onvaste of losse grond, vergelijkbaar in plaatsnamen als Lieshout en Liesbos.
In de middeleeuwen was Lisse nog klein. Rond 1500 stonden er zo'n 50 huizen. Door aanhoudende oorlogen heerste er armoede. De bewoners leefden onder andere van landbouw, veeteelt en turfsteken. In de eeuwen daarop ontstond de bloembollencultuur. De zandgronden in de omgeving bleken, mits goed bemest, zeer geschikt voor deze teelt. Langzaam maar zeker werden de omringende oude duinen steeds verder afgegraven. Van de duinen en uitgestrekte bossen bleef slechts een deel over. De bollenteelt en -handel bracht werkgelegenheid en welvaart met zich mee.

## Bloembollen
Tegenwoordig worden bloembollen grootschalig geëxporteerd naar meer dan honderd landen over de hele wereld. De kleurrijke velden in de bollenstreek trekken elk voorjaar honderdduizenden kijkers uit binnen- en buitenland.
De bloembollenstreek vormt voor Nederland een belangrijke toeristische attractie. In Lisse, ten noordwesten van de bebouwde kom, ligt de Keukenhof. Jaarlijks komt het bloemencorso van de bollenstreek langs Lisse. Dit corso begint in Noordwijk en eindigt in Haarlem.
Daarnaast is de export van bollen voor Nederland een belangrijke bron van inkomsten. De Bloembollenkeuringsdienst die in Lisse is gevestigd, vervult daarbij een rol.

## Bezienswaardigheden en monumenten
Lisse trekt jaarlijks veel bezoekers vanwege de bloembollenvelden en de nabijgelegen Keukenhof, een van de grootste bloementuinen ter wereld. Ook het jaarlijkse Bloemencorso Bollenstreek trekt duizenden bezoekers. In augustus vindt in de tuinen van Kasteel Keukenhof het fantasyfestival Castlefest plaats. 
In het voorjaar is daarnaast de Tulip Store showtuin geopend, waar bezoekers meer dan 500 verschillende soorten tulpen en mixen kunnen bekijken. De tuin is tijdelijk geopend, meestal van begin april tot half mei, en bevindt zich aan de Loosterweg Zuid.
Andere bezienswaardigheden:
Huys Dever, een gerestaureerde kasteeltoren uit de 14e eeuw
Kasteel Keukenhof, onderdeel van het landgoed Keukenhof, maar het hele jaar geopend
Museum De Zwarte Tulp, waar de geschiedenis van de Nederlandse bollenstreek wordt tentoongesteld
LAM Museum, een kunstgalerie over eten.
- H.H. Engelbewaarderskerk (Lisse)
- Sint-Agathakerk (Lisse)
- 't Huys Dever
- Keukenhof
- Kasteel Keukenhof

In en rond Lisse bevindt zich een aantal windmolens:
- Lisserpoelmolen
- Keukenhofmolen
- Lageveensemolen
- Zemelmolen

In de gemeente zijn er een aantal rijksmonumenten en oorlogsmonumenten, zie:
- Lijst van rijksmonumenten in Lisse
- Lijst van gemeentelijke monumenten in Lisse
- Lijst van oorlogsmonumenten in Lisse

## Musea
- Lisser Art Museum (LAM)
- Museum De Zwarte Tulp

## Kunst in de openbare ruimte
In de gemeente Lisse zijn diverse beelden, sculpturen en objecten geplaatst in de openbare ruimte, zie:
- Lijst van beelden in Lisse

## Politiek

### Gemeenteraad
De gemeenteraad van Lisse bestaat uit 19 zetels. Hieronder staat de samenstelling van de gemeenteraad sinds 1998:
| Gemeenteraadszetels | Gemeenteraadszetels | Gemeenteraadszetels | Gemeenteraadszetels | Gemeenteraadszetels | Gemeenteraadszetels | Gemeenteraadszetels | Gemeenteraadszetels |
| Partij              | 1998                | 2002                | 2006                | 2010                | 2014                | 2018                | 2022                |
| ------------------- | ------------------- | ------------------- | ------------------- | ------------------- | ------------------- | ------------------- | ------------------- |
| Nieuw Lisse         | 3                   | 4                   | 3                   | 4                   | 5                   | 4                   | 6                   |
| CDA                 | 6                   | 7                   | 4                   | 3                   | 4                   | 5                   | 3                   |
| VVD                 | 3                   | 2                   | 3                   | 5                   | 3                   | 3                   | 3                   |
| PvdA/GroenLinks     | -                   | -                   | -                   | -                   | -                   | -                   | 3                   |
| D66                 | 2                   | 2                   | 3                   | 3                   | 4                   | 4                   | 2                   |
| ChristenUnie-SGP    | 2                   | 2                   | 2                   | 2                   | 2                   | 2                   | 2                   |
| PvdA                | 3                   | 2                   | 4                   | 1                   | 1*                  | 1                   | -                   |
| Totaal              | 19                  | 19                  | 19                  | 19                  | 19                  | 19                  | 19                  |

*: gezamenlijke lijst PvdA/GroenLinks

### College van Burgemeester en Wethouders
Het college 2022-2026 bestaat uit een coalitie van CDA, NieuwLisse en VVD.
De samenstelling van het college is als volgt:
- Burgemeester: Jasper Nieuwenhuizen, VVD;
- Wethouder: Kees van der Zwet, CDA;
- Wethouder: Riet Austie, VVD;
- Wethouder: Jolanda Langeveld, NieuwLisse.

### Ambtelijke fusie
Sinds januari 2017 is het ambtelijk apparaat van de gemeente Lisse samengevoegd met die van buurgemeentes Hillegom en Teylingen. De ambtenarenfusie staat bekend onder de naam HLTSamen. De gemeentebesturen bleven zelfstandig en verantwoordelijk voor hun eigen gemeente.

## Wijken
- Berkhout
- Blinkerd, De
- Bloemenwijk
- Centrum
- Componistenwijk
- Engel, De
- Geestwater
- Halfweg
- Loosters, De
- Meerenburgh
- Oranjewijk
- Poelpolder
- Roovers Broek
- Rijckevorsel, Van
- Schilderswijk
- Ter Beek
- Vogelwijk
- Vrouwenpolder
- Zeeheldenwijk

### Bedrijventerreinen
- Dever
- Greveling
- Meer en Duin
- Mallegatspoort

## Verkeer en vervoer
Lisse is bereikbaar via de A44, N208, A4 en N207.
Openbaar vervoer is beschikbaar per bus van Qbuzz vanaf o.a. Leiden, Nieuw-Vennep, Haarlem, Hillegom, Sassenheim, Noordwijkerhout, Noordwijk en Schiphol en met Connexxion vanuit Hoofddorp en Nieuw-Vennep.

## Geboren in Lisse
- Abraham Rademaker (1676-1735), kunstschilder
- Gerhardus Fabius (1806-1888), vice-admiraal
- Joseph Smit (1836-1929), dierentekenaar
- Johannes Gerard van Parijs (1850-1875), architect
- Simon de Graaff (1861-1948), politicus
- Geer van Velde (1898-1977), kunstschilder en aquarellist
- Robert Sobels (1915-1991), acteur en voordrachtskunstenaar
- Jacob Veldhuyzen van Zanten (1927-1977), piloot
- Egbert van 't Oever (1927-2001), schaatscoach en olympisch schaatser
- Adrianus Simonis (1931-2020), kardinaal en (aarts)bisschop
- Jan Rietkerk (1935-2017), politicus
- Jenny Arean (1942), actrice en cabaretière
- Harry Mens (1947), makelaar en televisiepresentator
- Theo Segers (1960), burgemeester
- Erik Akerboom (1961), ambtenaar
- Bram Moolenaar (1961-2023), computerprogrammeur
- Hans Kroes (1965), olympisch zwemmer
- Sander Schelberg (1965), burgemeester
- Gert-Jan Segers (1969), politicus
- Bastiaan Ragas (1971), acteur en zanger
- Laurent Chamuleau (1973), trainingsacteur
- Jeanet van der Laan (1980), voetbalster en politica
- Dennis Verbaas (1989), marketingmanager
- Eva Akerboom (1992), politica
- Okke Punt (1992), singer-songwriter
- Dick Eijlers (1992), sjoeler
- Stefan Collier (1998), acteur
- Lisan Alkemade (2002), voetballer
- Pien Hersman (2004), schaatsster

## Stedenband
- Tonami,[11] sinds 21 april 1992

## Aangrenzende gemeenten
| Aangrenzende gemeenten | Aangrenzende gemeenten | Aangrenzende gemeenten | Aangrenzende gemeenten | Aangrenzende gemeenten |
| ---------------------- | ---------------------- | ---------------------- | ---------------------- | ---------------------- |
|                        |                        | Hillegom               |                        |                        |
|                        |                        |                        |                        |                        |
| Noordwijk              | Haarlemmermeer (NH)    |                        |                        |                        |
|                        |                        |                        |                        |                        |
|                        |                        | Teylingen              |                        |                        |